# Sôber
Sôber är ett spanskt alternativ rock/alternativ metal-band från Madrid som startades 1994 av Carlos Escobedo (sång och basgitarr) och Antonio Bernardini (gitarr). År 2005 gick medlemmarna skilda vägar.
Efter splittringen delades medlemmarna i två nya band (Savia och Skizoo) och det blev inte förrän 2010 de återförenades igen. Fram till nu har bandet släppt sex studioalbum och de slog igenom efter att ha släppt Paradÿsso, som lyckats sälja 45000 exemplar och blivit guldskiva. Därefter släppte de Reddo, som sålde 20000 exemplar. Sôber är idag kända som ett av nulägets största band inom rock på spanska.

## Medlemmar
Nuvarande medlemmar
- Carlos Escobedo – sång, basgitarr (1994–2005, 2010– )
- Jorge Escobedo – gitarr (1994–2005, 2010– )
- Antonio Bernardini – gitarr (1994–2005, 2010– )
- Manu Reyes – trummor (2010– )

Tidigare medlemmar
- Elías Romero – trummor (1994–1998)
- Luis Miguel Planelló – trummor (1998–1999)
- Alberto Madrid – trummor (1999–2005; död 2006. Alberto Madrid avled november 2006 i en trafikolycka på motorvägen M-40 i Madrid.)[2]

Bildgalleri

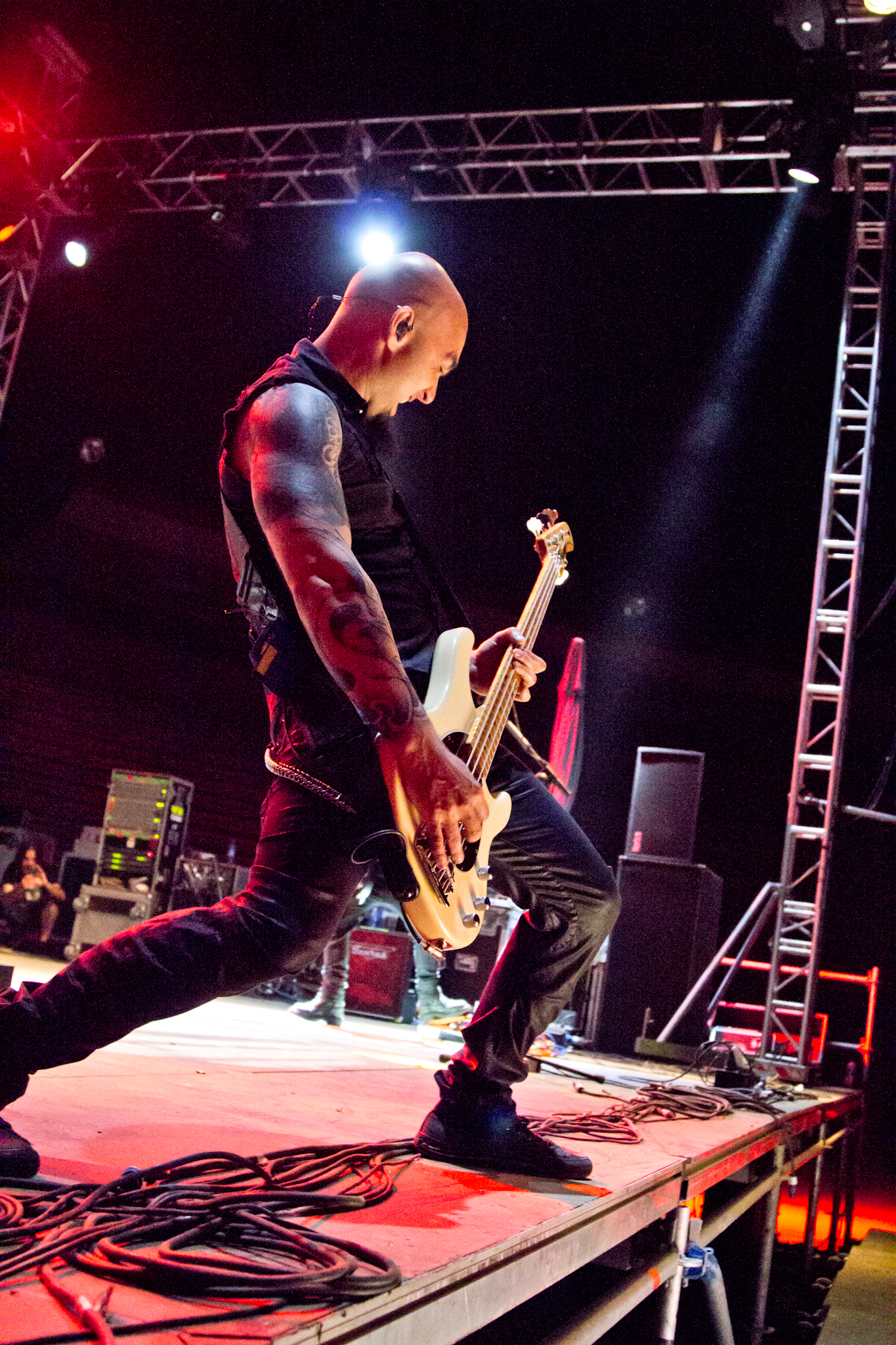
Carlos Escobedo (sång och basgitarr)
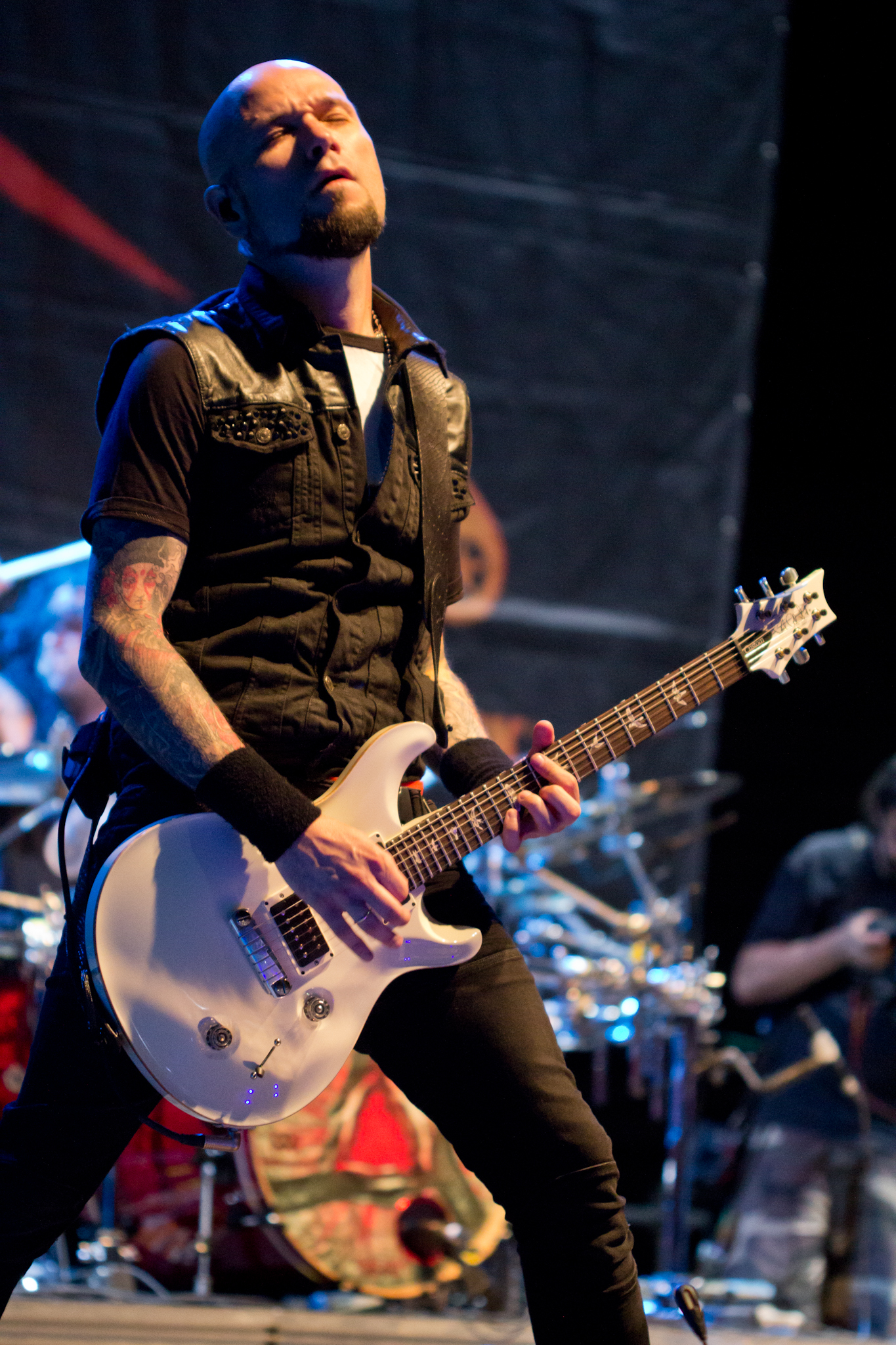
Antonio Bernardini (gitarr)
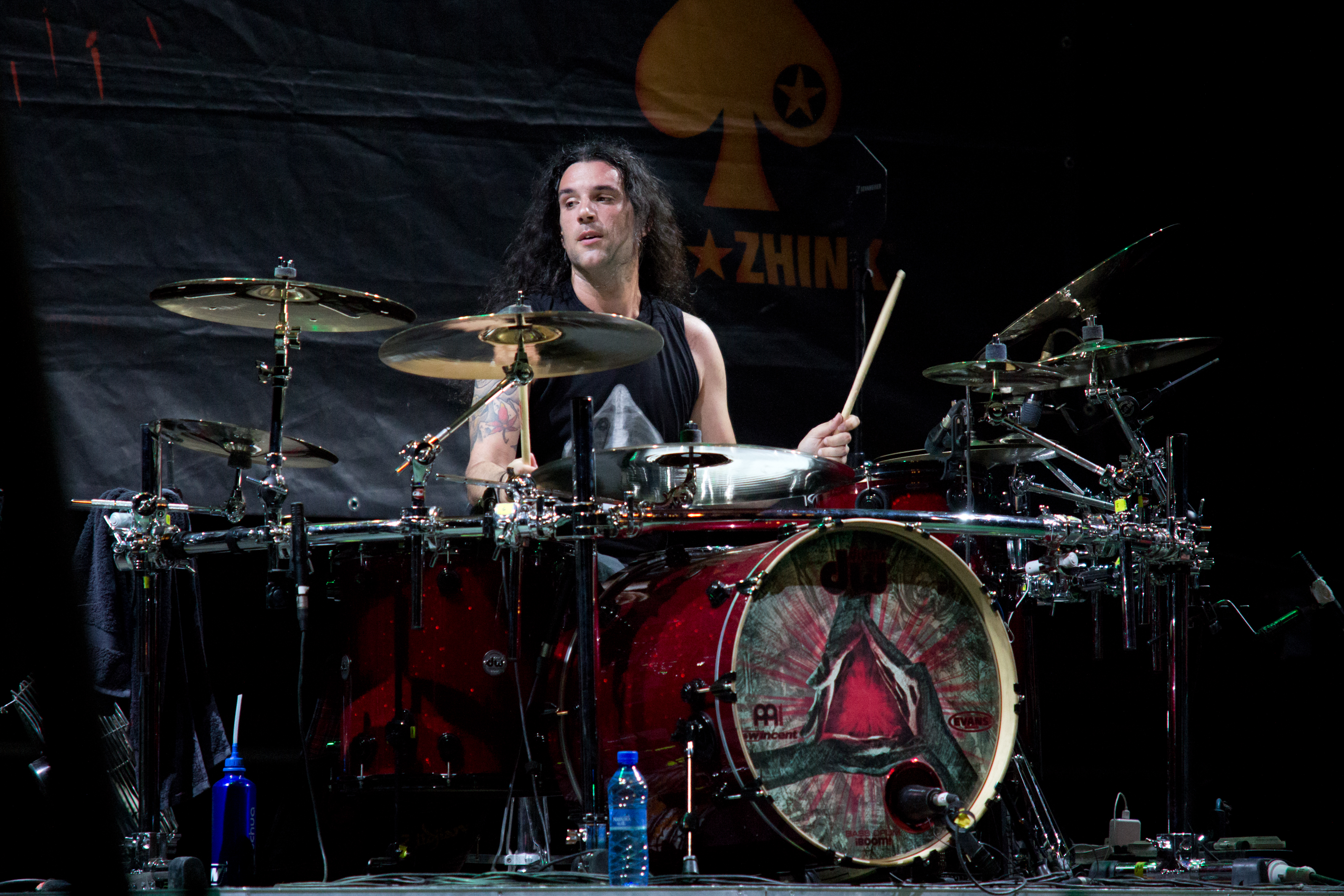
Manuel Reyes (trummor)
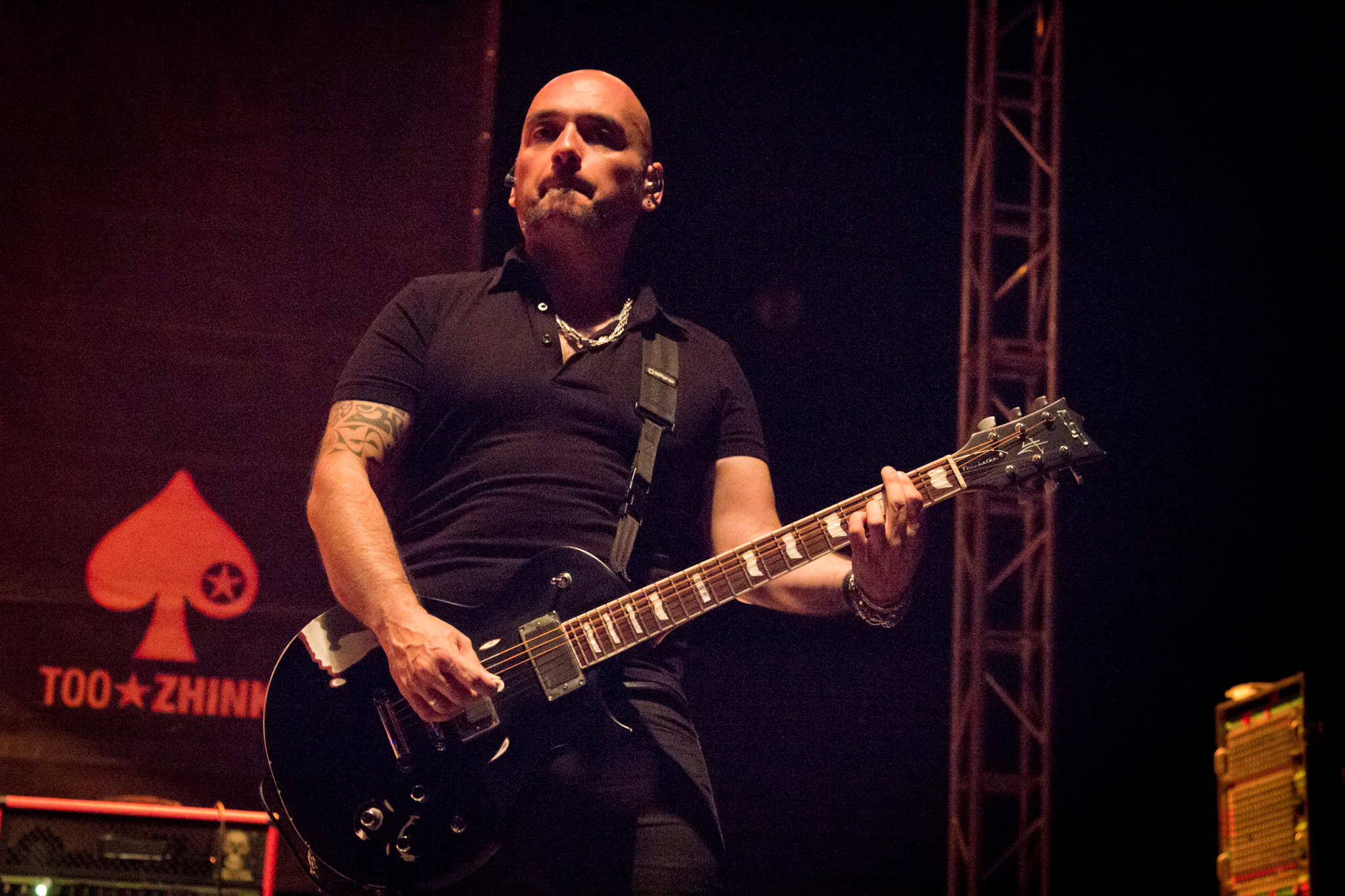
Jorge Escobedo (gitarr)

## Diskografi
Studioalbum
- Torcidos (Sober Records) – 1997[3]
- Morfología (Zero Records) – 1998
- Synthesis (Zero Records) – 2001
- Paradÿsso (Muxxic) – 2002
- Backstager 02/03 (Muxxic) – 2003
- Reddo (Muxxic) – 2004
- Grandes Éxitos 1994-2004 (Universal Music) – 2005
- De aquí a la eternidad (Universal Music) – 2010
- Superbia (Sony Music/Last Tour Records) – 2011
- Letargo (Warner music) – 2014
- Vulcano (Warner music) – 2016
- La sinfonía del Paradÿsso (El Dromedario Records) – 2018
- ELEGÍA (El Dromedario Records) – 2021

Singlar
- "Loco" – 1999
- "Versus (Vs.)" – 2001
- "Vacío" – 2001
- "Diez años" – 2002
- "Eternidad" – 2002
- "Arrepentido" – 2003
- "Paradÿsso" – 2003
- "La nube" – 2004
- "Cientos de preguntas" (valdes ut som en av bakgrundslåtarna i tv-spelet Fifa 2005) – 2004
- "El hombre de hielo" – 2004
- "Sombras" – 2010
- "Tic-tac" – 2011
- "Náufrago" – 2011
- "La araña" – 2012
- "Una vida por exprimir" – 2013
- "Blancanieve" – 2014
- "Encadenado" – 2014
- "Coge la vida" (med Carlos Tarque och Leiva) – 2016
- "Vulcano" – 2016